# Kojiki taishō
Pour plus de détails, voir Fiche technique et Distribution.
Kojiki taishō (乞食大将) est un film japonais réalisé par Tokuzō Tanaka, sorti en 1964. C'est l'adaptation du roman Kojiki taishō Gotō Matabei  de Jirō Osaragi.

## Synopsis
Le seigneur féodal, Kuroda Nagamasa, a perdu la bataille avec l'armée d'Utsunomiya Shigefusa. Cependant, Gotō Matabei se bat courageusement et bat l'armée d'Utsunomiya. Un accord de cessez-le-feu est conclu en prenant Hanawaka, et sa fille Tsuruhime en otages. Cependant, Soudain un jour, Nagamasa appelle Shigefusa au château et le tue. De plus Nagamasa ordonne l'exécution de Tsuruhime et Hanawaka. Il ne supporte pas la cruauté de Nagamasa et quitte le clan Kuroda.[pas clair]

## Fiche technique
- Titre : Kojiki taishō
- Titre original : 乞食大将 (Kojiki taishō?)
- Réalisation : Tokuzō Tanaka
- Scénario : Fuji Yahiro (ja), d'après le roman Kojiki taishō Gotō Matabei  de Jirō Osaragi
- Photographie : Yoshiaki Kiura
- Décors : Akira Naitō
- Musique : Akira Ifukube
- Société de distribution : Daiei
- Pays d'origine :  Japon
- Langue originale : japonais
- Format : noir et blanc - 2,35:1 - son mono
- Genres : chanbara, jidai-geki
- Durée : 93 minutes
- Date de sortie :
  - Japon : 28 novembre 1964[3]

## Distribution
- Shintarō Katsu : Gotō Matabei
- Tomisaburō Wakayama (crédité sous le nom de Jō Kenzaburō) : Utsunomiya Shigefusa
- Jun Fujimaki (ja) : Kuroda Nagamasa
- Yukiko Fuji (ja) : Tsuruhime
- Masakazu Tamura : Hanawaka
- Ryūtarō Gomi (ja) : Kamachi Yasuke